# Radi de convergència
En matemàtiques, el radi de convergència d'una sèrie de potències enteres segons el teorema de Cauchy-Hadamard ve donat per l'expressió:

{\displaystyle R={\frac {1}{\lim _{n\to \infty }\left|{\frac {a_{n+1}}{a_{n}}}\right|}}}

## Definició
Si hom es limita al conjunt dels nombres reals, una sèrie de la forma {\displaystyle \sum _{n=0}^{\infty }a_{n}(x-x_{0})^{n}}, amb {\displaystyle a_{n},x,x_{0}\in \mathbb {R} },
rep el nom de sèrie de potències centrada en {\displaystyle x_{0}}. La sèrie convergeix absolutament per a un conjunt de valors d'{\displaystyle x} que verifica que {\displaystyle |x-x_{0}|<r}, on r és un nombre real anomenat radi de convergència de la sèrie. Aquesta convergeix, doncs, si més no, per als valors d'{\displaystyle X} pertanyents a l'interval {\displaystyle (x_{0}-r,} {\displaystyle x_{0}+r)}, ja que la convergència per als extrems d'aquest ha d'estudiar a part, de manera que l'interval real de convergència pot ser també semiobert o tancat. Si la sèrie convergeix només per {\displaystyle x_{0}},  {\displaystyle r=0}. Si ho fa per qualsevol valor d'{\displaystyle x},  {\displaystyle r=}  {\displaystyle \infty \,\!}

## Exemples
Mostrarem el radi de convergència d'alguns desenvolupaments en sèries de potències amb els seus respectius radis de convergència sense justificar perquè el radi de convergència és el que s'indica.

### Radi de convergència finit
La funció {\displaystyle 1/(1-x)} en el seu desenvolupament amb centre 0, és a dir, en sèries de potències {\displaystyle x-x_{0}=x-0=x}, té el següent aspecte:
{\displaystyle {\frac {1}{1-x}}=\sum _{n=0}^{\infty }x^{n}=1+x+x^{2}+x^{3}...}.
(Per al càlcul de la sèrie vegi sèrie de Taylor). El seu radi de convergència és {\displaystyle r=1}. Això significa que per a calcular si prenc qualsevol valor la distància al {\displaystyle x_{0}=0} és menor que {\displaystyle r=1}, per exemple si {\displaystyle x=0,25}, llavors en reemplaçar en la sèrie el resultat de calcular la sèrie serà el mateix que reemplaçar en la funció, de fet
{\displaystyle \sum _{n=0}^{\infty }0,25^{n}=1+0,25+0,25^{2}+0,25^{3}...={\frac {4}{3}}}.
(El compte es pot fer per sèrie de potències). I d'altra banda
{\displaystyle {\frac {1}{1-0,25}}={\frac {1}{1-{\frac {1}{4}}}}={\frac {4}{3}}}.
Però si prenem un element fora del radi de convergència, per exemple el {\displaystyle x=2}, al reemplaçar-lo en la sèrie, aquesta divergirà (per això el nom de radi de convergència). Efectivament:
{\displaystyle \sum _{n=0}^{\infty }2^{n}=1+2+2^{2}+2^{3}...=\infty }.

### Distància a la singularitat
El càlcul del radi de convergència no és simple. Vegem una funció amb dos desenvolupaments en sèrie amb diferents centres i analitzem els seus radis de convergència. La mateixa funció {\displaystyle 1/(1-x)} en el seu desenvolupament amb centre {\displaystyle x_{0}=3} té la forma:
{\displaystyle {\frac {1}{1-x}}={\frac {1}{2}}-{\frac {x-3}{4}}+{\frac {(x-3)^{2}}{8}}-{\frac {(x-3)^{3}}{16}}...}.
Però en aquest cas el seu radi de convergència és {\displaystyle r=2}.
Notem que la funció {\displaystyle 1/(1-x)} té una singularitat en l'1, i que en els dos cas anteriors el radi de convergència coincideix amb la distància del centre a la singularitat: {\displaystyle |0-1|=1} i {\displaystyle |3-1|=2}. Això serà sempre veritable per a aquesta funció, però, no pot generalitzar-se, com veurem en el següent exemple:
{\displaystyle {\frac {1}{1+x^{2}}}={\frac {1}{2}}-{\frac {x-1}{2}}+{\frac {(x-1)^{2}}{4}}-{\frac {(x-1)^{4}}{8}}+{\frac {(x-1)^{5}}{8}}-...}
Com que no hi ha singularitats reals podria suposar-se que el radi és infinit, però el seu radi de convergència és {\displaystyle r={\sqrt {2}}/2}. Aquest radi sembla capritxós però té a veure amb el fet que passant la funció a domini complex, hi ha una singularitat en el denominador.

### Radi de convergència infinit
Per exemple, la funció {\displaystyle e^{x}} pot desenvolupar-se en sèries de potència de {\displaystyle x-0=x}, de fet
{\displaystyle e^{x}=\sum _{n=0}^{\infty }x^{n}/n!=1+x+{\frac {x^{2}}{2!}}+{\frac {x^{3}}{3!}}...}.
i això val per a tot real {\displaystyle x} per això el radi de convergència serà infinit.

### Convergència en el límit
Si la sèrie de potències s'expandeix al voltant del punt A i el radi de convergència és r, llavors el conjunt de tots els punts z tals que | z - a | = r és un cercle anomenat la frontera del disc de convergència. Una sèrie de potències pot divergir en cada punt de la frontera, o divergir en alguns punts de convergència i en altres punts, o convergir en tots els punts de la frontera. A més, encara que la sèrie convergeixi en el límit, no necessàriament convergeixi absolutament.
Exemple 1: La sèrie de potències per a la funció F(z) = (1 - z)−1, es va expandint al voltant de z = 0, té un radi de convergència 1 i divergeix a cada punt de la frontera.
Exemple 2: La sèrie de potències per G(z) = ln (1 - z) té radi de convergència r = 1 i s'estén per tot z = 0, i divergeix per z = 1, però convergeix per a tots els altres punts de la frontera. F(z) en l'exemple 1 és la derivada de la negativa de G(z).
Exemple 3: La sèrie de potències
{\displaystyle \sum _{n=1}^{\infty }{\frac {1}{n^{2}}}z^{n}}
té radi de convergència 1 i convergeix a tot arreu de la frontera. Si H(z) és la funció representada per aquesta sèrie, llavors la derivada de H(z) és G(z), dividit per Z en l'exemple 2.
Exemple 4: La sèrie de potències
{\displaystyle \sum _{i=1}^{\infty }a_{i}z^{i}{\text{ on }}a_{i}={\frac {(-1)^{n-1}}{2^{n}n}}{\text{ per }}2^{n-1}\leq i<2^{n}.}
té radi de convergència 1 i convergeix uniformement a la frontera { |z| = 1}, però no convergeix absolutament a la frontera.

## Comentaris sobre la ràtio de convergència
Si expandim la funció
{\displaystyle f(x)=\sin x=\sum _{n=0}^{\infty }{\frac {(-1)^{n}}{(2n+1)!}}x^{2n+1}=x-{\frac {x^{3}}{3!}}+{\frac {x^{5}}{5!}}-\cdots {\text{ per tot }}x}
propers al punt x = 0, ens trobem que el radi de convergència d'aquestes sèries és {\displaystyle \scriptstyle \infty } que significa que aquestes sèries convergeixen per tots els nombres complexos. Però, a la pràctica, ens pot interessar la precisió de l'Anàlisi numèrica. Tant el nombre de termes com el valor quan les sèries són avaluades afecten a l'exactitud de la resposta. Per exemple, si volem calcular ƒ(0.1) = sin(0.1) amb una exactitud de 5 decimals, només necessitem els dos primers termes de la sèrie. En canvi, si volem la mateixa precisió per x = 1, hem d'avaluar i sumar els 5 primers termes de la sèrie. Per ƒ(10), requerim 18 termes de les sèries, i per ƒ(100), necessitem avaluar 141 termes.
Així doncs la convergència més ràpida en una expansió de sèries de potències es troba al centre del radi de convergència, i si ens allunyem del radi de convergència, la ràtio de convergència es fa lent fins que arribes al límit (si existeix) i el travessa, en aquest cas les sèries divergeixen.